# Giannis Antetokounmpo
Giannis Ougko Antetokounmpo (en griego: Γιάννης Αντετοκούνμπο, pronunciación en griego: /ˈʝanis adetoˈkumbo/; Atenas, 6 de diciembre de 1994) es un jugador de baloncesto greco-nigeriano que pertenece a la plantilla de los Milwaukee Bucks de la NBA. Con 2,11 metros de altura, juega en la posición de ala-pívot, pero debido a su gran versatilidad es capaz de jugar tanto de alero como de pívot.
Sus hermanos Thanasis (n. 1992), Kostas (n. 1997) y Alex (n. 2001) también son jugadores profesionales de baloncesto.
Desde que llegó a la NBA ha sido nueve veces All-Star, una vez MVP de la NBA Cup, dos veces MVP de la temporada y una vez MVP de las Finales.

## Carrera deportiva

### Europa
Comenzó su carrera profesional con solo 16 años, en el Filathlitikos B.C. de la segunda división griega, alternando sus apariciones con las que tuvo en el equipo júnior. Jugó una temporada en la que promedió 9,5 puntos, 5 rebotes y 1,4 asistencias por partido.
En diciembre de 2012 firmó un acuerdo por cuatro temporadas con el CAI Zaragoza de la liga ACB por el cual el club adquirió los derechos deportivos y federativos, aunque finalmente se decantó por entrar en el Draft de la NBA.

### NBA
2013-14

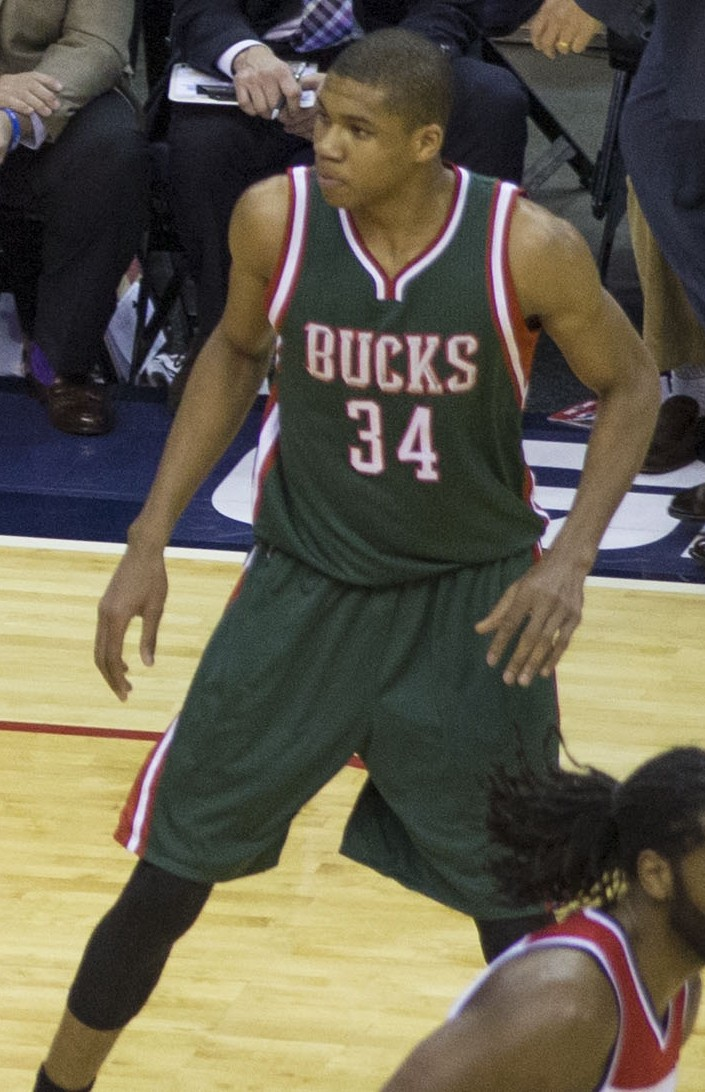
Antetokounmpo con los Bucks en 2014.

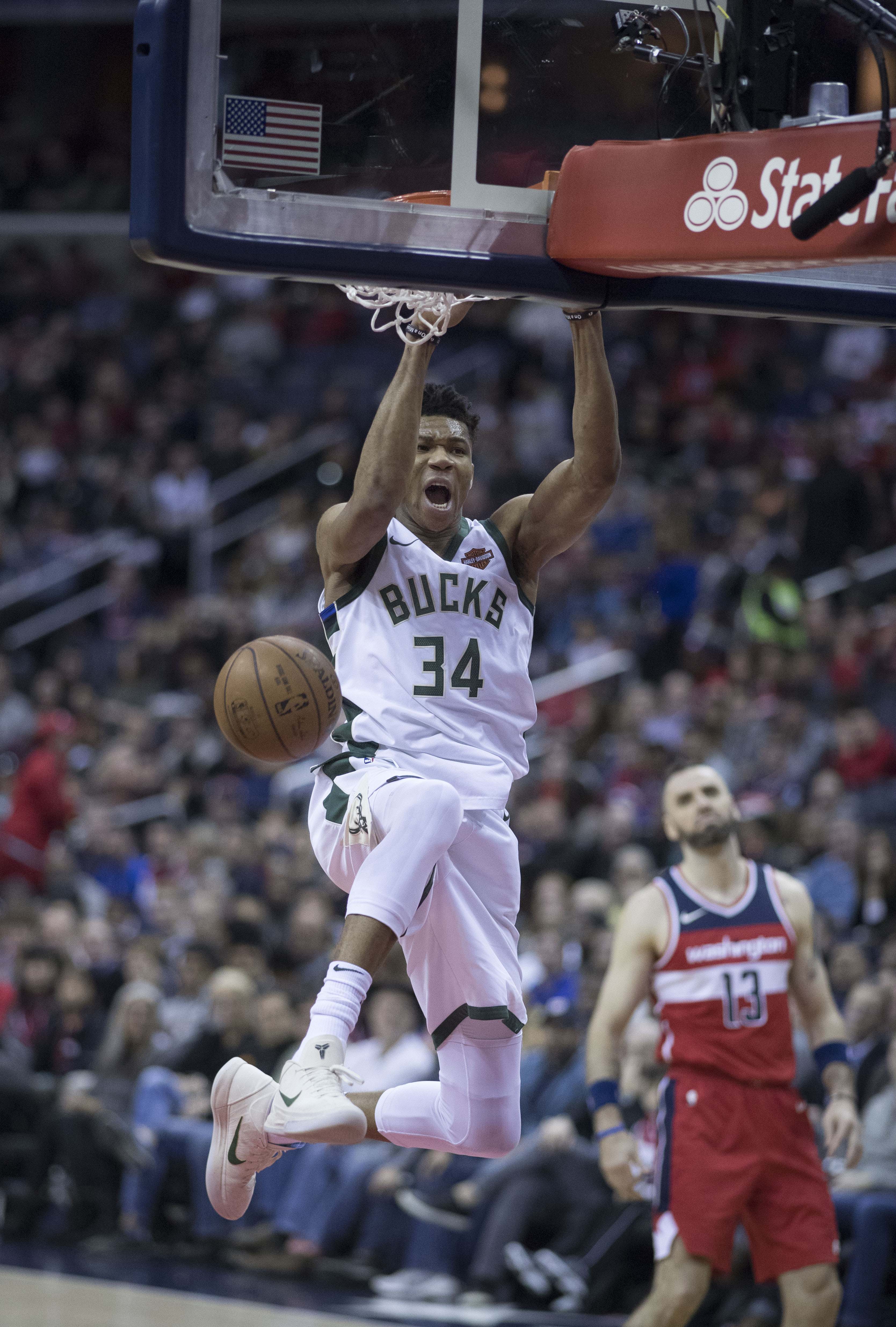
Antetokounmpo, realizando un mate en 2018.

Fue elegido en la decimoquinta posición del Draft de la NBA de 2013 por Milwaukee Bucks, equipo con el que firmó a finales de julio. El 22 de mayo de 2014, fue elegido en el segundo mejor quinteto de rookies de la NBA en la temporada 2013-14.
2014-15
En la temporada 2014-15 mejoró sus números con respecto a la temporada anterior convirtiéndose en uno de los mejores jugadores jóvenes en toda la liga, fue invitado al All Star Weekend a participar en el Concurso de Mates y gracias a su liderazgo ayudó a que los Bucks permitieran alcanzar los playoffs, pero cayeron derrotados ante los Chicago Bulls en primera ronda por 4-2.
2015-16
En la temporada 2015-16 ya como jugador franquicia se convirtió en uno de los mejores aleros de la liga promediando 16,9 puntos, 7,7 rebotes y 4,3 asistencias. Un dato curioso fue que jugó en todas las posiciones en esa temporada.
2016-17
Antes del inicio de la temporada 2016-17, acordó una extensión de contrato de cuatro años y $100 millones con los Bucks. Fue elegido titular en el equipo All-Star de la Conferencia Este para el Partido del All-Star Game de la NBA 2017. Lideró a los Bucks en cada una de las cinco categorías estadísticas principales (puntos, rebotes, asistencias, robos y tapones) en la temporada regular 2016-17, convirtiéndose en el quinto jugador de la NBA en hacerlo después de Dave Cowens, Scottie Pippen, Kevin Garnett y LeBron James. También se convirtió en el primer jugador en la historia de la NBA en terminar en el top 20 en la liga en cada una de las cinco categorías principales en una temporada regular. Como resultado de sus esfuerzos, fue nombrado en el segundo Mejor quinteto de la NBA, siendo la primera vez que es elegido en uno de los quintetos. También fue nombrado ganador del premio al Jugador Más Mejorado de la NBA en la temporada 2016-17, convirtiéndose en el primer jugador en la historia de Bucks en ganar dicho premio.
2017-18
En la temporada 2017-18, Giannis alcanzó las 1000 asistencias mientras mantuvo un acierto en el tiro superior al 50% en su carrera al cumplir los 23 años, unas cifras que, a esa edad, anteriormente solo había logrado Magic Johnson. Esa temporada los Bucks, accedieron a puestos de Playoffs, por segundo año consecutivo, pero volvieron a caer en primera ronda, esta vez contra Boston (3-4).
2018-19
Durante el primer mes de competición de la temporada 2018-19 Giannis fue nombrado jugador del mes, con unos números de 27,3 puntos, 12,9 rebotes y 6 asistencias. Premio que repetiría en otras tres ocasiones esa temporada. En febrero, fue el jugador que más votos recibió de la Conferencia Este para el All-Star Game, lo que le convirtió en el capitán de su equipo Team Giannis para enfrentarse al Team LeBron, capitaneado por LeBron James. Milwaukee acabó la temporada como campeón de su división, por primera vez desde el año 2000, y con el mejor registro de la NBA (60-22). En PlayOffs, se deshacen de los Pistons en primera ronda (4-0), vencen a los Celtics (4-1), pero caen en la Final de Conferencia ante los Raptors de Kawhi Leonard (2-4). El 23 de mayo de 2019 fue incluido, por primera vez en su carrera, en el mejor quinteto de la NBA y también en el mejor quinteto defensivo. Durante la ceremonia de premios de la temporada regular, fue nombrado MVP.
2019-20
El 23 de enero de 2020, fue elegido como capitán de la Conferencia Este, para el All-Star de 2020 por segundo año consecutivo. El 26 de agosto fue elegido como Mejor Defensor de la NBA. El 18 de septiembre consigue su segundo MVP consecutivo, convirtiéndose en el cuarto jugador que repite galardón dos años consecutivos, tras Tim Duncan, Steve Nash y Stephen Curry. Asimismo, logra convertirse en el tercer jugador en conseguir ambos galardones en la misma temporada, tras Michael Jordan y Hakeen Olajuwon.
2020-21
El 18 de febrero de 2021, fue elegido por quinta vez para disputar el All-Star Game que se celebró en Atlanta el 7 de marzo. En dicho encuentro fue elegido MVP del partido, al anotar 35 puntos con un 16 de 16 en tiros de campo, y convirtiéndose en el primer no estadounidense en recibir este galardón. El 2 de abril, en la victoria ante Portland, anotó 47 puntos con un 87% en tiros de campo, siendo el tercer jugador en la historia en conseguir anotar más de 45 puntos con un acierto mayor del 85% (Wilt Chamberlain en 1967 y Mike Woodson en 1983). El 29 de junio, durante el cuarto encuentro de finales de conferencia ante los Hawks, sufrió una hiperextensión de la rodilla izquierda, que le mantuvo varios partidos sin jugar. El 8 de julio, en el segundo encuentro de las Finales de la NBA ante los Suns anotó 42 puntos, 20 de ellos en el tercer cuarto, y capturó 12 rebotes. El 11 de julio, en el tercer encuentro de las finales anotó 41 puntos y capturó 13 rebotes, siendo el segundo jugador en conseguir dos 40-10 consecutivos en las finales de la NBA, junto a Shaquille O'Neal (2000). El 20 de julio, en el sexto partido anotó 50 puntos, y consiguió con los Bucks, su primer anillo de campeón, donde además fue nombrado MVP de las Finales.
2021-22

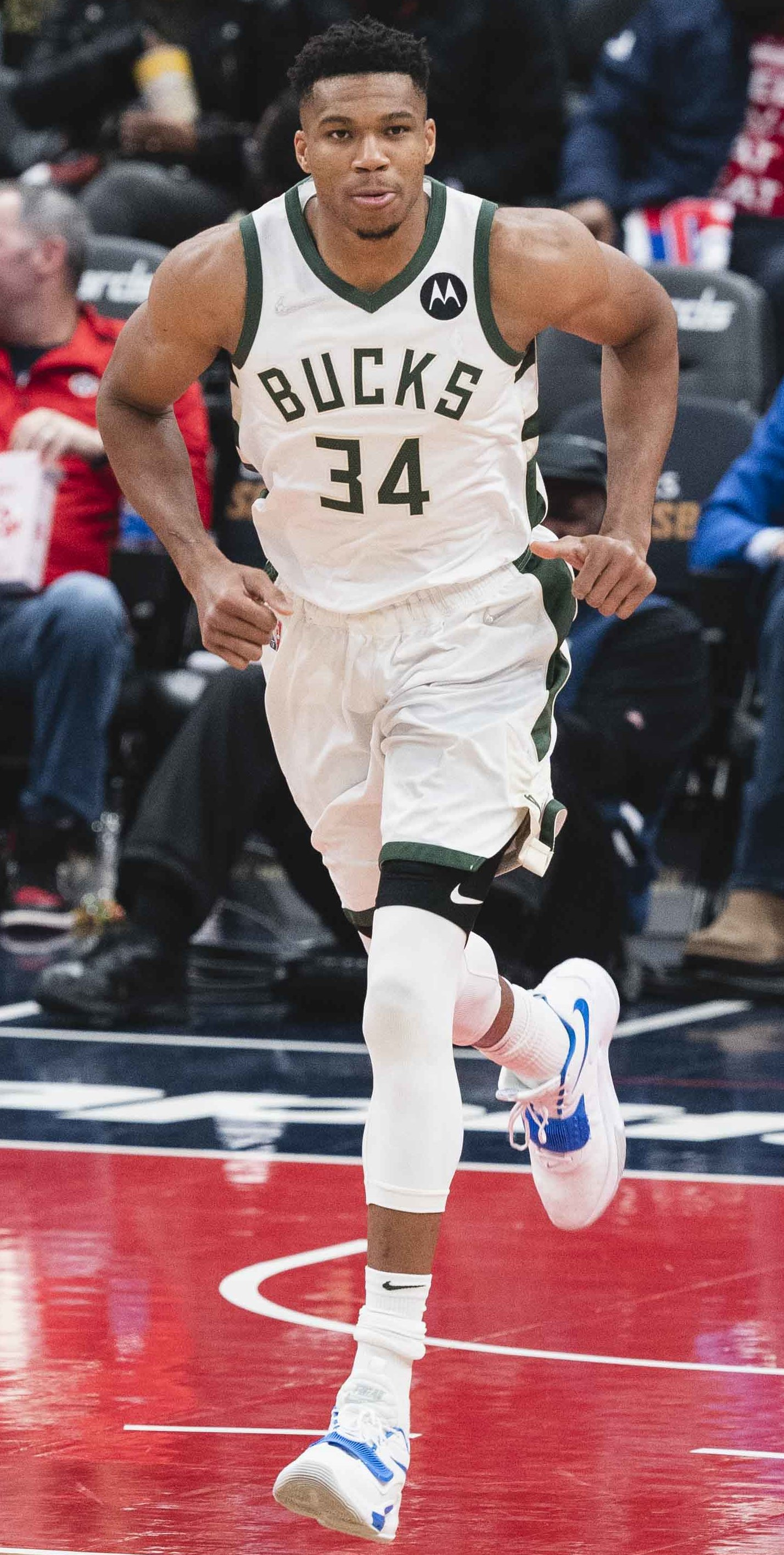
Antetokounmpo con los Bucks en 2021.

Durante su octava temporada en Milwaukee, el 17 de noviembre de 2021 ante Los Angeles Lakers, anota 47 puntos. El 1 de enero de 2022 ante New Orleans Pelicans logra un triple-doble de 35 puntos, 16 rebotes y 10 asistencias. El 8 de enero ante Charlotte Hornets, anota 43 puntos. El 27 de enero, se anuncia su titularidad en el All-Star Game de la NBA 2022, siendo la sexta participación de su carrera. El 1 de febrero, ante Washington Wizards registra un triple-doble de 33 puntos, 15 rebotes y 11 asistencias. El 9 de febrero ante Los Angeles Lakers anota 44 puntos y captura 14 rebotes. El 15 de febrero ante Indiana Pacers anota 50 puntos y consigue 14 rebotes. El 9 de marzo ante Atlanta Hawks consigue un doble-doble de 43 puntos y 12 rebotes. El 29 de marzo ante Philadelphia 76ers anota 40 puntos y captura 14 rebotes. El 31 de marzo ante Brooklyn Nets anota 44 puntos y supera los 14 211 puntos de Kareem Abdul-Jabbar, convirtiéndose en el máximo anotador en la historia de la franquicia de Milwaukee. Al término de la temporada regular, fue elegido jugador del mes de la conferencia Este de marzo/abril. Ya en postemporada, el 7 de mayo, en el tercer encuentro de semifinales de conferencia ante Boston Celtics consigue 42 puntos y 12 rebotes. El 11 de mayo en el quinto encuentro ante Boston, anota 40 puntos y captura 11 rebotes. El 13 de mayo en el sexto partido ante los Celtics, consigue un doble-doble de 44 puntos y 20 rebotes. Luego fue incluido en el mejor quinteto defensivo de la liga y en el mejor quinteto de la liga.
2022-23
El 22 de octubre de 2022, ante Houston Rockets, anota 44 puntos y captura 12 rebotes. El 27 de octubre consigue 43 puntos y 14 rebotes ante Brooklyn Nets. El 2 de diciembre anota 40 puntos ante Los Angeles Lakers. El 19 de diciembre ante New Orleans Pelicans registra 42 puntos y 10 rebotes. El 21 de diciembre ante Cleveland Cavaliers consigue 45 puntos y 14 rebotes. El 28 de diciembre ante Chicago Bulls, anota 45 puntos y atrapa 22 rebotes, su récord reboteador personal. El 30 de diciembre, consigue 43 puntos y 20 rebotes ante Minnesota Timberwolves, siendo el primer jugador en lograr dos partidos consecutivos de 40-20 desde Moses Malone en 1982. El 3 de enero de 2023 consigue su mejor registro anotador, hasta ese momento, con 55 puntos y 10 rebotes ante Washington Wizards. El 26 de enero fue elegido como capitán para participar en el All-Star Game de 2023 de Salt Lake City, siendo su séptima participación en el partido de las estrellas. El 27 de enero anota 41 puntos ante Indiana Pacers. El 29 de enero consigue 50 puntos ante New Orleans Pelicans. El 2 de febrero anota 54 puntos y captura 19 rebotes ante Los Angeles Clippers. El 13 de marzo consigue 46 puntos y 12 rebotes ante Sacramento Kings. Al término de la temporada regular fue incluido en el mejor quinteto de la NBA.
2023-24
Al comienzo de su décima temporada en Milwaukee, el 9 de noviembre de 2023, consigue un doble-doble de 54 puntos y 12 rebotes ante Indiana Pacers. El 18 de noviembre anota 40 puntos y captura 15 rebotes ante Dallas Mavericks. En el siguiente encuentro, el 20 de noviembre ante Washington Wizards, anota 42 puntos con un 20 de 23 en tiros de campo, y captura 13 rebotes. El 13 de diciembre ante Indiana Pacers anota 64 puntos, récord personal y nuevo récord de la franquicia, superando los 57 que consiguiera Michael Redd en 2006. Fue nombrado jugador del mes de diciembre de la conferencia Este. El 4 de enero de 2024 anota 44 puntos ante San Antonio Spurs. El 25 de enero fue elegido como titular para el All-Star Game, siendo la octava elección de su carrera. El 3 de febrero anotó 48 puntos ante Dallas Mavericks. El 1 de marzo consigue 46 puntos ante Chicago Bulls.
2024-25
El 10 de noviembre de 2024 anota 43 puntos ante Boston Celtics. El 13 de noviembre ante Detroit Pistons anota 59 puntos. El 20 de noviembre ante Chicago Bulls consigue 41. El 30 de noviembre consigue un triple-doble de 42 puntos, 12 rebotes y 11 asistencias ante Washington Wizards. El 17 de diciembre se proclama campeón de la NBA Cup 2024 y es nombrado MVP del torneo. El 10 de enero de 2025 anota 41 puntos y captura 14 rebotes ante Orlando Magic. A finales de enero de 2025 se anunció su participación en el All-Star Game, siendo la novena nominación de su carrera. Fue elegido Jugador del Mes de enero de la Conferencia Este, por undécima vez en su carrera.

## Selección nacional
Giannis se unió a la selección sub-20 griega para el campeonato europeo de 2013, donde el combinado griego consiguió un récord de 8–2 quedando en un meritorio quinto puesto.
Ya en 2014, debutó con la selección absoluta para disputar el Mundial de 2014 donde Grecia acabó en noveno puesto con un balance de 5–1. 
Al año siguiente, disputó el Eurobasket 2015, donde el equipo griego era uno de los favoritos para conseguir las medallas, pero cayeron en cuartos de final ante, a la postre campeona, selección española. En aquel partido, Giannis anotó 12 puntos y capturó 17 rebotes.
También disputó el torneo preolímpico de 2016, pero finalmente Grecia no consiguió clasificarse para Río 2016.
En 2019, participó con su selección en el Mundial de China, quedando en decimoprimer lugar y clasificándose para el Torneo Preolímpico FIBA 2020.
En septiembre de 2022 disputó con el combinado absoluto griego el EuroBasket 2022, finalizando en quinta posición. Además, durante el torneo, anotó 41 puntos el 6 de septiembre ante Ucrania. Fue nombrado integrante del mejor quinteto del torneo.
En los Juegos Olímpicos de París 2024 fue el deportista abanderado de la delegación griega en el desfile inaugural. Entre julio y agosto de 2024 fue parte de la selección absoluta de Grecia, que disputó los Juegos Olímpicos de París, finalizando en octava posición.

## Estadísticas de su carrera en la NBA
|  | Denota temporada en la que ganó un Campeonato de la NBA |

### Temporada regular
| Año      | Equipo    | PJ  | PT  | MPP  | %TC  | %3P  | %TL  | RPP  | APP | ROB | TPP | PPP  |
| -------- | --------- | --- | --- | ---- | ---- | ---- | ---- | ---- | --- | --- | --- | ---- |
| 2013-14  | Milwaukee | 77  | 23  | 24.6 | .414 | .347 | .683 | 4.4  | 1.9 | .8  | .8  | 6.8  |
| 2014-15  | Milwaukee | 81  | 71  | 31.4 | .491 | .159 | .741 | 6.7  | 2.6 | .9  | 1.0 | 12.7 |
| 2015-16  | Milwaukee | 80  | 79  | 35.3 | .506 | .257 | .724 | 7.7  | 4.3 | 1.2 | 1.4 | 16.9 |
| 2016-17  | Milwaukee | 80  | 80  | 35.6 | .522 | .272 | .770 | 8.7  | 5.4 | 1.6 | 1.9 | 22.9 |
| 2017-18  | Milwaukee | 75  | 75  | 36.7 | .529 | .307 | .760 | 10.0 | 4.8 | 1.5 | 1.4 | 26.9 |
| 2018-19  | Milwaukee | 72  | 72  | 32.8 | .578 | .256 | .729 | 12.5 | 5.9 | 1.3 | 1.5 | 27.7 |
| 2019-20  | Milwaukee | 63  | 63  | 30.4 | .553 | .304 | .633 | 13.6 | 5.6 | 1.0 | 1.0 | 29.5 |
| 2020-21  | Milwaukee | 61  | 61  | 33.0 | .569 | .303 | .685 | 11.0 | 5.9 | 1.2 | 1.2 | 28.1 |
| 2021-22  | Milwaukee | 67  | 67  | 32.9 | .553 | .293 | .722 | 11.6 | 5.8 | 1.1 | 1.4 | 29.9 |
| 2022-23  | Milwaukee | 63  | 63  | 32.1 | .553 | .275 | .645 | 11.8 | 5.7 | .8  | .8  | 31.1 |
| 2023-24  | Milwaukee | 73  | 73  | 35.2 | .611 | .274 | .657 | 11.5 | 6.5 | 1.2 | 1.1 | 30.4 |
| 2024-25  | Milwaukee | 67  | 67  | 35.2 | .601 | .222 | .617 | 11.9 | 6.5 | 0.9 | 1.2 | 30.4 |
| Total    | Total     | 859 | 794 | 32.9 | .551 | .284 | .693 | 9.9  | 5.0 | 1.1 | 1.2 | 23.9 |
| All-Star | All-Star  | 8   | 8   | 25.3 | .713 | .273 | .643 | 7.6  | 2.8 | 1.1 | .8  | 24.9 |

### Playoffs
| Año   | Equipo    | PJ | PT | MPP  | %TC  | %3P  | %TL  | RPP  | APP | ROB | TPP | PPP  |
| ----- | --------- | -- | -- | ---- | ---- | ---- | ---- | ---- | --- | --- | --- | ---- |
| 2015  | Milwaukee | 6  | 6  | 33.5 | .366 | .000 | .739 | 7.0  | 2.7 | .5  | 1.5 | 11.5 |
| 2017  | Milwaukee | 6  | 6  | 40.5 | .536 | .400 | .543 | 9.5  | 4.0 | 2.2 | 1.7 | 24.8 |
| 2018  | Milwaukee | 7  | 7  | 40.0 | .570 | .286 | .691 | 9.6  | 6.3 | 1.4 | .9  | 25.7 |
| 2019  | Milwaukee | 15 | 15 | 34.3 | .492 | .327 | .637 | 12.3 | 4.9 | 1.1 | 2.0 | 25.5 |
| 2020  | Milwaukee | 9  | 9  | 30.8 | .559 | .325 | .580 | 13.8 | 5.7 | .7  | .9  | 26.7 |
| 2021  | Milwaukee | 21 | 21 | 38.1 | .569 | .186 | .587 | 12.8 | 5.1 | 1.0 | 1.2 | 30.2 |
| 2022  | Milwaukee | 12 | 12 | 37.3 | .491 | .220 | .679 | 14.2 | 6.8 | .7  | 1.3 | 31.7 |
| 2023  | Milwaukee | 3  | 3  | 30.5 | .528 | .000 | .452 | 11.0 | 5.3 | .3  | .7  | 23.3 |
| 2025  | Milwaukee | 5  | 5  | 37.6 | .606 | .200 | .698 | 15.4 | 6.6 | 1.0 | 1.0 | 33.0 |
| Total | Total     | 84 | 84 | 36.2 | .532 | .259 | .625 | 12.2 | 5.3 | 1.0 | 1.3 | 27.0 |

## Vida personal
Giannis nació en Atenas, Grecia, y es hijo de inmigrantes nigerianos residentes en Grecia, ambos deportistas, Charles (exfutbolista) y Veronica (exsaltadora de altura) y cuyo apellido original es Adetokunbo. Por ello, le fue concedida también la ciudadanía nigeriana en 2015. Giannis y su familia obtuvieron oficialmente la ciudadanía griega completa el 9 de mayo de 2013, con la ortografía legal oficial de su nombre siendo Antetokounmpo.
De niño fue, en ocasiones, vendedor ambulante en la calle junto con su hermano Thanasis para contribuir económicamente al sostenimiento de su casa: "Siempre voy a llevar eso conmigo. Es como aprendí a trabajar así".
Su hermano mayor, Thanasis, también es un jugador profesional de baloncesto que fue seleccionado en la 51.ª posición del Draft de la NBA de 2014, por los New York Knicks. Su apodo es "The Greek Freak 2".
Su hermano menor, Kostas, también es un jugador profesional de baloncesto y fue elegido en la sexagésima y última posición del Draft de la NBA de 2018 por Philadelphia 76ers, pero esa misma noche fue traspasado a los Dallas Mavericks.
Tiene otros dos hermanos: Francis, el de mayor edad, que no es baloncestista (fue jugador profesional de fútbol en Nigeria), y Alex (n. 2001), que juega como profesional desde los dieciocho años.
El 10 de febrero de 2020, su novia Mariah Riddlesprigger dio a luz a su primer hijo, Liam Charles. En agosto de 2021 nació su segundo hijo, Maverick Shai, y en septiembre de 2023 llega su primera hija, Eva Brooke.
La pareja se casó en septiembre de 2024, en una celebración íntima en Grecia.
El 20 de agosto de 2021, se convirtió en propietario minoritario de los Milwaukee Brewers de la Major League Baseball. En marzo de 2023, junto con sus hermanos, Alex, Thanasis, y Kostas, se convirtieron en accionistas minoritarios del Nashville SC de la Major League Soccer.

## Logros y reconocimientos
- Campeón de la NBA (2021)
- MVP de las Finales de la NBA (2021)
- 2 veces MVP de la Temporada de la NBA (2019, 2020)
- Mejor Defensor de la NBA (2020)
- Segundo Mejor quinteto de rookies de la NBA (2014)
- 6 veces Mejor quinteto de la NBA (2019, 2020, 2021, 2022, 2023, 2024)
- 2 veces segundo Mejor quinteto de la NBA (2017, 2018)
- 4 veces Mejor quinteto defensivo de la NBA (2019, 2020, 2021, 2022)
- Segundo Mejor quinteto defensivo de la NBA (2017)
- 9 veces All-Star NBA (2017, 2018, 2019, 2020, 2021, 2022, 2023, 2024, 2025)
  - MVP del All Star Game (2021)
- Jugador Más Mejorado de la NBA (2017)
- Líder de la temporada NBA 2018-19 en PER: 30.90
- Líder de la temporada NBA 2019-20 en PER: 31.91
- Elegido en el Equipo del 75 aniversario de la NBA (2021)
- Campeón de la NBA Cup (2024)
- MVP de la NBA Cup (2024)
- 11 veces Jugador del Mes de la NBA (marzo 2017, octubre-noviembre 2018, diciembre 2018, febrero 2019, marzo-abril 2019, octubre-noviembre 2019, diciembre 2019, enero 2020, marzo-abril 2022, diciembre 2023, enero 2025)